# Державні свята в Гаяні
Нижче наведено перелік державних свят Гаяни
| Дата                                       | Назва                  |
| ------------------------------------------ | ---------------------- |
| 1 січня                                    | Новий рік              |
| 23 лютого                                  | День Республіки        |
| лютий або березень                         | Холі                   |
| березень або квітень                       | Страсна п'ятниця       |
| березень або квітень                       | Великодній понеділок   |
| 1 травня                                   | День праці             |
| 5 травня                                   | День прибуття індійців |
| 26 травня                                  | День незалежності      |
| Перший понеділок липня                     | День CARICOM           |
| 1 серпня                                   | День звільнення        |
| жовтень або листопада                      | Дівалі                 |
| 25 грудня                                  | Різдво                 |
| 26 грудня                                  | День подарунків        |
| 12 третього місяця в Ісламському календарі | Мавлід                 |
| 10-й день місяця в Ісламському календарі   | Курбан-байрам          |